# 1964 a légi közlekedésben
Ez a lista az 1964-es év légi közlekedéssel kapcsolatos eseményeit tartalmazza.

## Első felszállások

### December
- december 22. - SR–71 Blackbird